# 子婴
子嬰（？—前206年1月），嬴姓，一說名嬰，劉邦稱其為秦降王，後世亦稱其為秦三世，是秦朝最後一位君主。性格仁愛且節制，秦二世皇帝胡亥在位时，子婴曾為二世殺害兄弟、功臣之事向二世进谏。
胡亥被弑後，中丞相趙高迎立子嬰繼位。子婴即位五日便設計誅殺趙高，並誅其族。《史記》指之所以誅滅趙高，是因為他企圖招引義軍到咸陽及承諾殺死所有秦朝宗室取而代之，子婴得知就先下手殺死他。《赵正书》则指赵高为章邯所杀。劉邦進入關中，子嬰向劉邦軍投降，秦朝正式滅亡。不久，项羽亦率军抵達關中，殺死子婴及秦诸王子、宗族等。
關於子嬰的身世有多個說法，可能是胡亥侄子，或是秦始皇侄子、成蟜長子。

## 生平经历

### 进谏二世
秦始皇三十七年（前210年）始皇驾崩，趙高與李斯發動沙丘之變，賜死始皇的長子扶蘇，也處決中尉蒙恬、蒙毅等人，立幼子胡亥为皇帝，即秦二世，二世并任命赵高为郎中令。秦二世为巩固自己的统治，又欲铲除自己的兄弟姐妹，焚毁律令及故世之藏。又欲起属车万乘以抚天下，说：“且与天下更始。”子婴进谏秦二世说：“不可。臣闻之：芬茝未根而生凋香同，天地相去远而阴阳气合，五国十二诸侯，民之嗜欲不同而意不异。夫赵王迁杀其良将李牧而用顏聚，燕王喜而用轲之谋而背秦之约，齐王建遂杀其故世之忠臣而用后胜之议。此三君者，皆终以失其国而殃其身。是皆大臣之谋，而社稷之神零福也。今王欲一日而弃去之，臣窃以为不可。臣闻之：轻虑不可以治固，独勇不可以存将，同力可以举重，比心壹智可以胜眾，而弱胜强者，上下调而多力壹也。今国危敌比，斗士在外，而内自夷宗族，诛群忠臣，而立无节行之人，是内使群臣不相信，而外使斗士之意离也。臣窃以為不可。”秦二世最终未能听从，仍按照自己原有的想法，杀死了中尉蒙恬等人，并立赵高为郎中令，出游天下。
秦二世三年，秦二世又对左丞相李斯起了杀机。李斯为表无罪多次向二世上书，但秦二世都没有听从，仍想要杀死李斯。子婴进谏曰：“不可。夫变俗而易法令，诛群忠臣，而立无节行之人，使以法纵其欲，而行不义於天下臣，臣恐其有后咎。大臣外谋而百姓内怨。今将军章邯兵居外，卒士劳苦，委输不给，外毋敌而内有争臣之志，故曰危。”但秦二世仍未听从，李斯最终被腰斩，夷灭三族。赵高被秦二世任命为中丞相。

### 擁立為王
秦二世三年八月，中丞相赵高知道自己已位高权重，以指鹿为马排除异己后，派女婿咸阳令阎乐发动望夷宫之变，逼迫秦二世胡亥自杀。
胡亥自杀后，趙高拿皇帝印璽打算自立，左右伙伴、百官都不服從；要上殿登基時，大殿地震三次，彷彿要崩塌，趙高於是知道天意、群臣都不服。同時，趙高也派使者联络攻破武关的关东起义军首领刘邦，约定与关东诸侯共同瓜分秦国，自立为王，但遭到刘邦拒绝。赵高于是召集秦朝群臣和诸公子，打算立公子子婴为王。赵高认为山东六国都已经复国，秦国疆域日益缩小，称帝徒有虚名，应像过去一样称王，子婴于是在赵高和群臣的迎立下登基，为秦王子婴，随后秦二世以庶民之礼，埋葬在杜县南面的宜春苑中。

### 誅殺趙高
赵高让子婴斋戒，然后準備到宗庙祭拜祖先，接受传国玉玺。子婴斋戒了五日和其二子商量说：“丞相赵高在望夷宫弒杀秦二世，恐怕群臣诛杀他，就假装以大义为名立我为王。我听聞赵高和关东诸侯有约定，由他消灭秦国宗室，然后在关中称王。现在使我斋戒，参拜祖庙，此是想趁我在祖庙时杀死我。我就稱病不行，丞相一定亲自来我此處，来就趁机杀死他。”赵高多次派人催促子婴前往，子婴坚决推辞，赵高果然亲自来请子婴，说：“国家大事，你奈何不亲自前往呢？”子婴就在斋戒的宫室裡派宦官韩谈刺杀了赵高，同时下令诛灭赵高三族，在咸阳示众。

### 投降劉邦
秦王子婴元年十月，刘邦的军队攻破武关，到达灞上，兵临咸阳时，派人劝子婴投降。此时群臣百官都背叛了秦国，子嬰于是和妻子和儿子用繩綁縛自己，坐上由白馬駕駛的白色馬車，身著死者葬禮所穿的白裝束，並攜同包括玉璽和兵符在内的皇帝御用物品，在軹道親自到劉邦的軍前投降。子婴在位三個月凡46日，秦朝灭亡。子婴投降后，刘邦的部將提议處決子婴，但刘邦拒絕，將子婴交给了随行的吏员看管。
一個多月後，項羽亦率領大軍到達關中。劉邦的部將曹無傷向項羽稱劉邦將以子嬰為相而自立為關中王，結果項羽設下了鴻門宴。項羽进入咸阳后，殺死子婴及秦诸公子宗族，並在咸阳屠杀，火烧秦宫室，擄掠秦宫的女子，分了秦国的珍宝貨財給诸侯。

### 身死之後
子嬰死後，其埋葬地點一直不詳。2007年，被譽為“秦兵馬俑之父”的考古學家袁仲一指出，在秦始皇陵園旁新發現的“秦陵第二大墓”，是座相對獨立的陪葬墓園，其墓主很可能是子嬰。

## 历史評價
根據《史記》所述，賈誼認為子嬰是使秦朝完全滅亡的人物。他在《過秦論》中認為：只要子嬰有「庸主之材」，加上中規中矩的輔佐，秦仍可保守關中地區。司馬遷本人在《秦始皇本紀》亦贊同賈誼之論。
東漢史家班固則持不同看法：他認為秦二世駕崩時，秦朝僅餘數日，即使有周公旦之材，秦朝已不可救；子嬰雖然無能為力，但誅殺趙高已證明他已盡力完成自己能做之事，應該同情其志和尊重其義：「吾讀《秦紀》，至於子嬰車裂趙高，未嘗不健其決、憐其志。嬰死生之義備矣。」。
唐書道宣和尚所著的《廣弘明集》引用南朝梁道士陶弘景《陶隱居年紀》記載，子嬰被諡為殤，是為秦殤帝。然而秦始皇帝已經廢除諡法，以二世皇帝、三世皇帝稱之；所以此稱呼僅為後世假設秦朝如果有諡號制度之見解。

## 身世争议
子嬰的身世尚無定論。
最早記載子嬰事跡的《史記》，對子嬰其人，有幾種不同的說法：
- 一是胡亥的姪子。《秦始皇本紀》「立二世之兄子公子嬰為秦王。」（《六國年表》作「高立二世兄子嬰」）這種說法认为「兄子」就是兄長的兒子
- 二是秦始皇的弟弟。《李斯列傳》：「高自知天弗與，群臣弗許，乃召始皇弟，授之璽。子嬰即位，患之，乃稱疾不聽事，與宦者韓談及其子謀殺高。」
- 三是秦二世胡亥的哥哥。这一派认为《六国年表》的有關章句：「高立二世兄子婴」 应该理解为「趙高拥立秦二世的兄長子婴为秦王。」
- 四是始皇弟成蟜之子。有歷史學家表示《李斯列傳》集解引徐廣說「一本曰『召始皇弟子嬰，授之璽』」中的「弟子」應理解為「弟弟的兒子」。

這幾種說法當中，以第一說「二世兄子」較為流行。迄今為止，從東漢班固到近現代，多採用這一說法。學界中多數亦支持这一說。就連近幾年修訂出版的《辭海》和《辭源》這兩部著名的大辭典，也都一致認為子嬰是二世兄子，並指出是扶蘇之子。
亦有論者如楊善群、王蘧常等人支持第二說。論點包括：
1. 子嬰的遭遇、才幹及影響力絕非秦二世或同輩所能及。
2. 據《秦始皇本紀》、《李斯列傳》記載，胡亥對待自己的兄弟絕不手軟，子嬰若為胡亥的兄長，為何能存活下來。
3. 秦始皇死時年僅50歲，扶蘇年齡大約為30歲左右。而《秦始皇本紀》中敘述子嬰與「其子二人」謀殺趙高（與《李斯列傳》中所述殺趙高過程不同），其子年齡至少有15－20歲左右，推斷子嬰年齡當為35－40歲左右，比秦始皇小10－15歲左右，與扶蘇年紀大致相當。
4. 在兩漢時期的史書《史記》、《漢書》原文及《史記》三家注、顏師古注並無提及子嬰為扶蘇之子。

尚有学者如李开元、马非百等人提出第四说，论点如下：
1. 有关《李斯列传》集解引徐广说「一本曰『召始皇弟子婴，授之玺』」中的「弟子嬰」，应理解为「弟弟的兒子嬰」。但秦始皇的弟兄见于文献记载的只有成蟜、母赵姬与嫪毐所生二子。所以被認為是成蟜的兒子。
2. 《释名‧释长幼》：「人始生曰婴」。「婴」之名，有初生儿，年幼儿的含义。
3. 据有关史料推测，成蟜大约出生于前256年，子婴大约出生于前240年。成蟜于前239年降赵时，其子此时约为2岁左右，并且可能留在秦国。
4. 因与胡亥同辈且年龄较大，所以《六国年表》「高立二世兄子婴」中的「二世兄」应理解为「秦二世的从兄」。与胡亥无皇位争夺的利害关系，所以不在二世所欲清除的兄弟姐妹中，反而能站出来劝谏二世不要滥施诛杀。

## 家庭
- 有一妻及兩位兒子，其姓名出身皆不詳，《史记·李斯列传》记载秦王子婴同妻子儿子一通向刘邦投降，项羽进入关中后，将子婴及其夫人以及两个儿子杀死。[13][20]

## 影視形象
- 1985年香港TVB古裝劇《楚河汉界》，由王书麒飾演。
- 1994年香港電影《西楚霸王》，由薛亮飾演。
- 2004年香港TVB古装劇《楚汉骄雄》，由李永汉飾演。
- 2006年中國大陆古装劇《楚汉风云》，由王晖飾演。
- 2009年中国大陆民初剧《玫瑰江湖》（时代背景改编），由陈键锋饰演。
- 2011年中國大陆与香港合拍電影《鸿门宴传奇》，由杨雨橙飾演。
- 2012年中國大陆古装劇《楚汉传奇》，由王龙华飾演。
- 2012年中國大陆電影《王的盛宴》，由吕聿来飾演。
- 2012年中國大陆古装劇《王的女人》，由陈晓飾演。
- 2015年中國大陆古装劇《秦时明月》，由吴磊飾演。
- 2017年中國大陆古装劇《秦时丽人明月心》，由胡乐乐飾演。

## 外部連結
- 子嬰身世之謎 （页面存档备份，存于）
- 秦王“子婴”为始皇弟成蟜子说（页面存档备份，存于）
- 子嬰真的和秦始皇相伴而眠？ （页面存档备份，存于）

| 子婴 秦朝出生于：？逝世於：前206年 | 子婴 秦朝出生于：？逝世於：前206年 | 子婴 秦朝出生于：？逝世於：前206年 |
| 統治者頭銜                         | 統治者頭銜                         | 統治者頭銜                         |
| ---------------------------------- | ---------------------------------- | ---------------------------------- |
| 空缺上一位持有相同頭銜者：秦始皇   | 秦國君主 前207年                   | 繼任： 末任                        |
| 前任： 胡亥                        | 中國君主 前207年                   | 繼任： 楚義帝                      |